# Margecany
Margecany este o comună slovacă, aflată în districtul Gelnica din regiunea Košice. Localitatea se află la altitudinea de 336 m deasupra n.m., se întinde pe o suprafață de 17,63 km2 și în 2017 număra 1.915 locuitori.

## Istoric
Localitatea Margecany este atestată documentar din 1235.

## Demografie
| An:                | 1994 | 2004   | 2014   | 2024   |
| ------------------ | ---- | ------ | ------ | ------ |
| Număr de persoane: | 2063 | 2020   | 1940   | 1833   |
| Diferență:         |      | −2,08% | −3,96% | −5,51% |

| An:                | 2023 | 2024   |
| ------------------ | ---- | ------ |
| Număr de persoane: | 1850 | 1833   |
| Diferență:         |      | −0,91% |